# Ярощук Марія Петрівна
Марія Петрівна Ярощук (1939, село Хорів?, тепер Острозького району Рівненської області) — українська радянська діячка, новатор сільськогосподарського виробництва, свинарка колгоспу імені Кірова Гощанського (тепер — Острозького) району Рівненської області. Депутат Верховної Ради УРСР 6-го скликання.

## Біографія
Народилася в селянській родині. Закінчила сільську школу.
З 1956 року — свинарка колгоспу імені Кірова села Хорів Гощанського (тепер — Острозького) району Рівненської області. Одержувала по 15 поросят від кожної свиноматки.

## Нагороди
- орден «Знак Пошани» (1966)
- медалі